# Ouvrage du Col-des-Banquettes
L'ouvrage du Col-des-Banquettes est une fortification faisant partie de la ligne Maginot, située sur la commune de Peille (à son extrémité orientale, presque sur la limite avec Sainte-Agnès) dans le département des Alpes-Maritimes.
Il s'agit d'un petit ouvrage de trois blocs servant d'abri actif : il avait pour mission non seulement de protéger une section d'infanterie, mais aussi de renforcer la ligne de fortifications grâce à son armement sous béton. Construit pendant les années 1930, il fut utilisé par l'armée française d'août 1939 à juillet 1940, puis par les Allemands en 1944-1945.

## Description
L'ouvrage se trouve en surplomb du col des Banquettes, sur la crête à 240 mètres plus au nord, soit à environ 800 mètres d'altitude (le col est à 736 mètres).

### Position sur la ligne
L'ouvrage a but de défendre le territoire français contre l'armée italienne, débouchant des sentiers muletiers traversant la frontière franco-italienne. L'ouvrage faisait partie de la ligne Maginot, dans le secteur fortifié des Alpes-Maritimes. Ce secteur était subdivisé en cinq sous-secteurs : le Col-des-Banquettes se trouve dans celui le plus au sud, le « sous-secteur des Corniches », qui comprenait deux lignes successives de fortifications.
La plus puissante est appelée la « ligne principale de résistance ». Dans le sous-secteur des Corniches, elle se situe en retrait à cinq kilomètres de la frontière franco-italienne, le long des hauteurs bordant à l'ouest de la vallée du Careï, avec une succession d'ouvrages bétonnés, s'appuyant mutuellement avec des mitrailleuses et de l'artillerie sous casemates : les ouvrages du Col-des-Banquettes (EO 7), de Castillon (EO 8), de Sainte-Agnès (EO 9), du Col-de-Garde (EO 10), du Mont-Agel (EO 11), de Roquebrune (EO 13), de la Croupe-du-Réservoir (EO 14) et de Cap-Martin (EO 15). L'ouvrage du Col-des-Banquettes assure la continuité entre le pic de Garuche (cote 1089, vers Castillon) et Sainte-Agnès.
En avant de cette ligne principale, une seconde ligne a été construite pour donner l'alerte, retarder au maximum une attaque brusquée et couvrir un peu les trois communes se trouvant à l'est des ouvrages (du nord au sud Castillon, Castellar et Menton). Cette ligne est composée d'« avant-postes », qui sont beaucoup plus petits (et beaucoup moins chers) que les ouvrages de la ligne principale ; sur les 29 avant-postes alpins (AP), sept ont été construits dans le sous-secteur des Corniches. Six de ces avant-postes barrent les différents chemins descendant de la ligne de crêtes marquant la frontière : du nord au sud l'AP de la Baisse-de-Scuvion (à 1 154 m d'altitude, sous le mont Roulabre), l'AP de Pierre-Pointue (à 1 156 m), l'AP de Fascia-Founda (dans la Baisse de Faïche-Fonda, à environ 1 000 m d'altitude), l'AP de la Péna (sur le rocher de la Penna, à 727 m), l'AP de La Colletta (sur le chemin de l'Orméa, à 466 m), l'AP du Collet-du-Pillon (sur le chemin des Granges de Saint-Paul, à 400 m, aujourd'hui sous les remblais d'un terrain de sport) et l'AP de Pont-Saint-Louis (barrant la route littorale).

### Souterrains
Comme tous les autres ouvrages de la ligne Maginot, celui du Col-des-Banquettes est conçu pour résister à un bombardement d'obus de gros calibre. Les organes de soutien sont donc aménagés en souterrain, creusés au minimum sous douze mètres de roche, tandis que les organes de combat, dispersés en surface sous forme de blocs, sont protégés par d'épais cuirassements en acier et des couches de béton armé. Le casernement de temps de guerre (un bout de galerie aménagé en dortoir, avec 44 places), le PC, le central téléphonique, la cuisine, les réserves d'eau, de nourriture et de munitions sont tous en souterrain, reliés entre eux par une galerie voûtée de 52 mètres de long.
L'ouvrage est incomplet, car il n'a pas l'électricité : il n'a pas de groupe électrogène ni de raccordement au réseau civil. L'éclairage est assuré par des lampes à pétrole et des bougies, la ventilation par deux systèmes à pédalier (installés aux blocs 1 et 3). La cuisine et les toilettes en souterrain sont donc inutilisables, faute de ventilation : en remplacement, des feuillées étaient installées à l'extérieur. De même, faute de pompe, le stockage de l'eau se fait dans des petits tonnelets.

### Blocs
L'ouvrage du Col-des-Banquettes est en fait un abri-caverne sur lequel a été greffé une casemate (d'où l'expression d'« abri actif ») : il est composé en surface de trois blocs dont deux blocs d'entrée et un bloc de combat. Le niveau de protection est le no 2, soit pour les murs exposés une épaisseur de 2,25 mètres de béton armé et pour les dalles deux mètres, de quoi théoriquement résister à un pilonnage jusqu'au calibre 240 mm.
Le bloc 1 sert d'entrée à l'ouvrage, avec comme armement un créneau pour fusil-mitrailleur en façade (formant caponnière), tirant vers le col des Banquettes, un autre créneau FM sur la porte blindée, ainsi que deux goulottes lance-grenades. La façade est protégée par un fossé diamant.
Le bloc 2 sert de sortie de secours ; à la suite de réductions de budget, il se limite à un coffre de béton, protégeant la galerie sur sept mètres de long, et une porte blindée, à travers laquelle est aménagé un créneau FM de porte.
Le bloc 3 est une casemate d'infanterie, équipé de deux créneaux pour jumelage de mitrailleuses, un tirant vers l'ouvrage de Sainte-Agnès, l'autre vers le pic de Garuche (où devait être construit l'ouvrage de la cote 902, finalement jamais construit) ; en toiture se trouvent une cloche GFM (guetteur et fusil mitrailleur) à cinq créneaux, ainsi qu'une petite cloche d'aération. La défense rapprochée est renforcée par deux goulottes lance-grenades et deux fossés diamant. La cloche GFM a une fonction auxiliaire d'observatoire d'artillerie (indicatif O 16, rattaché au PC de l'ouvrage de Sainte-Agnès), équipé d'un périscope J 2 et d'un bloc jumelles D, servi par six artilleurs du 157e RAP. Il permet de surveiller les vallées de part et d'autre du Siricocca.

### Armement
Les mitrailleuses et fusils mitrailleurs de l'ouvrage étaient chacun protégé par une trémie blindée et étanche (pour la protection contre les gaz de combat). Ils tirent la même cartouche de 7,5 mm à balle lourde (modèle 1933 D de 12,35 g au lieu de 9 g pour la modèle 1929 C).
Les mitrailleuses étaient des MAC modèle 1931 F, montées en jumelage (JM) pour pouvoir tirer alternativement, permettant le refroidissement des tubes. La portée maximale avec cette balle (Vo = 694 m/s) est théoriquement de 4 900 mètres (sous un angle de 45°, mais la trémie limite le pointage en élévation à 15° en casemate), la hausse est graduée jusqu'à 2 400 mètres et la portée utile est plutôt de 1 200 mètres. Les chargeurs circulaires pour cette mitrailleuse sont de 150 cartouches chacun, avec un stock de 50 000 cartouches pour chaque jumelage. La cadence de tir théorique est de 750 coups par minute, mais elle est limitée à 450 (tir de barrage, avec trois chargeurs en une minute), 150 (tir de neutralisation et d'interdiction, un chargeur par minute) ou 50 coups par minute (tir de harcèlement, le tiers d'un chargeur). Le refroidissement des tubes est accéléré par un pulvérisateur à eau ou par immersion dans un bac.
Les fusils mitrailleurs (FM) étaient des MAC modèle 1924/1929 D, dont la portée maximale est de 3 000 mètres, avec une portée pratique de l'ordre de 600 mètres. L'alimentation du FM se fait par chargeurs droits de 25 cartouches, avec un stock de 14 000 par cloche GFM, 7 000 par FM de casemate et 1 000 pour un FM de porte ou de défense intérieure. La cadence de tir maximale est de 500 coups par minute, mais elle est normalement de 200 à 140 coups par minute,.

## Histoire
En janvier 1931, la Commission d'organisation des régions fortifiées (CORF) décide la construction d'une casemate d'infanterie ainsi que d'un abri au col des Banquettes. Les travaux commencent dès septembre 1931 avec le début du creusement de la galerie principale par la main-d'œuvre militaire (MOM), les locaux souterrains étant terminés pendant la saison estivale 1932 ; le bétonnage des blocs est terminé en 1934, mais les cuirassements (cloche, porte, créneaux et goulottes) ne sont pas encore en place. L'ensemble est terminé en 1939.
En mai 1940, le sous-secteur est réorganisé : l'ouvrage du Cole-des-Banquettes dépend désormais du 76e bataillon alpin de forteresse (BAF) alors que son équipage est toujours fournit par les hommes du 86e BAF. Pendant la bataille des Alpes de juin 1940, l'avancée italienne est limitée, seules des infiltrations dépassent la ligne des avant-postes : l'ouvrage du Col-des-Banquettes n'est pas directement impliquée dans les combats.
Le 25 juin 1940, l'armistice entre l'Italie et la France entre en application. Pendant les premiers jours de juillet, la garnison française évacue l'ouvrage, la partie alpine de la ligne Maginot se trouvant intégralement dans la zone démilitarisée en avant de la petite zone d'occupation italienne. En novembre 1942, l'occupation italienne s'étend jusqu'au Rhône (invasion de la zone libre), puis le 8 septembre 1943 l'ensemble passe sous occupation allemande (conséquence de l'armistice de Cassibile). Pendant l'hiver 1944-1945, l'ouvrage est de nouveau utilisé comme abri, cettefois-ci par les troupes allemandes.

### État actuel
L'ouvrage est actuellement propriété de la commune de Peille, mais il a été laissé à l'abandon pendant quelques décennies : l'équipement a intégralement été retiré, les abords se sont couverts de broussailles, les murs ont été partiellement recouverts de graffitis et des déchets jetés dans les souterrains.
L'ouvrage est repris depuis 2010 par l'« Association pour la sauvegarde du Patrimoine de l'ouvrage du Col des Banquettes », qui a refermé les deux portes et a lancé des travaux d'entretien. Malheureusement l’association qui était censée l'entretenir n'est plus actif depuis 2012, les portes sont de nouveau ouvertes et les graffitis revienne peu à peu.